# インカサンジャク
インカサンジャク （学名：Cyanocorax yncas）は、スズメ目カラス科に分類される鳥類の一種。